# Ksi Puppis
Ksi Puppis (ξ Pup, Azmidi) – jedna z jaśniejszych gwiazd w gwiazdozbiorze Rufy, leży w odległości ok. 1350 lat świetlnych od Słońca.

## Nazwa
Nazwa własna tej gwiazdy, Azmidi, wywodzi się od zniekształconej nazwy stgr. Ἀσπιδίσκε Aspidiske, „tarcza”, właściwie odnoszącej się do gwiazdy Jota Carinae. Była zapisywana też w formie Azmidiske lub Asmidiske. Międzynarodowa Unia Astronomiczna w 2018 roku formalnie zatwierdziła użycie nazwy Azmidi dla określenia tej gwiazdy.

## Charakterystyka
Jest to żółty nadolbrzym, gwiazda należąca do typu widmowego G3, o bardzo dużej wielkości absolutnej równej −4,47m. Jej obserwowana wielkość gwiazdowa to 3,34m. Gwiazda świeci 8300 razy jaśniej do Słońca i ma temperaturę 4990 K. Średnica tej gwiazdy to około 120 średnic Słońca, zaś masa jest oceniana na 8–10 mas Słońca. Niepewność masy jest związana z niepewnością co do jej zaawansowania ewolucyjnego – gwiazda ta może ochładzać się, przekształcając w czernowego nadolbrzyma, co odpowiada wyższej masie, bądź była nim, a obecnie ponownie zwiększa temperaturę. Mogła już przejść przez stadium cefeidy, bądź dopiero staje się nią.
Podejrzewa się, że jest to gwiazda spektroskopowo podwójna, która ma bliskiego towarzysza okrążającego nadolbrzyma w ciągu roku w średniej odległości 2 au. Ponadto w odległości 5,1 sekundy kątowej (pomiar z 1964 r.) znajduje się gwiazda 13. wielkości. Jest to gwiazda podobna do Słońca, odległa o co najmniej 2000 au od głównej gwiazdy, a pełny obieg zajmuje jej ponad 26 tysięcy lat.